# 獅鬃水母
獅鬃水母（學名：Cyanea capillata）是世界上體型最大的水母之一以及世界上最大的刺絲胞動物之一，其傘形軀體可達兩米，觸手有八組，最多150條，可長逾35米。主要生活於較冷的海域，包括北極海、北大西洋、北太平洋等，極少生長在低於北緯四十二度的地區。在澳洲、紐西蘭海域也有類似種類的水母。
獅鬃水母透過牠們觸手捕捉獵物，包括魚類、海洋生物、以及其他體型較小的水母。

## 描述
獅鬃水母的名稱來自於多而長類似於獅子鬃毛的觸手，體型大小差異甚大；雖然傘狀體直徑可超過 2（6英尺7英寸），不過生長在低緯度的個體其直徑往往僅可達約 50（20英寸）。個體大小似乎也會影響獅鬃水母的顏色，較大隻的個體體色為緋紅色至暗紫色，較小的個體則為亮橘色、棕褐色甚至是無色。
獅鬃水母的傘狀體具有八個緣瓣，每個緣瓣上具有四排共 70 - 150 條觸手。在每個緣瓣之間位於傘狀體邊緣上之處具有感覺棍，可以協助獅鬃水母維持平衡。中央的口部附近長有許多較為寬扁的觸手，上面密佈刺絲胞，整隻獅鬃水母的觸手數量可達 1200。緣瓣上的觸手同樣也具有刺絲胞，且長度可超過 30米（100英尺），目前以及最長可達 37米（120英尺）。比藍鯨體長還長的觸手也讓獅鬃水母成為了目前已知世界上體長最長的動物之一。

## 通俗文化
在《福尔摩斯探案——獅鬃毛》（The Adventure of the Lion's Mane ），獅鬃水母是殺死科學教師的元兇。
- 图片 （页面存档备份，存于）